# Construção (песня)
«Construção» (с порт. — «Строительство») — песня бразильского автора-исполнителя Шику Буарки, записанная и выпущенная в 1971 году в одноименном альбоме.

## Контекст
Песня была написана Буарки в один из самых тяжёлых периодов военной диктатуры в Бразилии, где, не смотря на «экономическое чудо» и рост экономики, государство ужесточило цензуру и начало политические репрессий. Шику Буарке вернулся в марте 1970 года в страну из Италии, где жил с начала 1969 года из-за угрозы политических преследований. Музыкальные аранжировки принадлежат музыканту Рожериу Дюпрату.
В песне автор выступает с критикой положения простого рабочего при капитализме. Она являет собой хронику жизни и смерти рабочего на рабочем месте. (Одним из секторов, который больше всего расширялся благодаря активному экономическому росту, было строительство зданий; однако рабочие мало зарабатывали и продлевали свой рабочий день частыми сверхурочными, чтобы позволить себе материальные блага, ну а несчастные случаи на производстве были обычным явлением.)
Текст написаны двенадцатисложным стихом и заканчиваются пропарокситоническим ударением (ударением на предпоследнем слоге), таким как «machina» (машина) или «lágrima» (слеза). Каждый из куплетов повторяет ту же историю, меняя только последнее слово. Во втором куплете затрагивается психологическое состояние главного героя, который уже действует по инерции. В заключительном куплете, который повторяется не полностью, рабочий уже оказывается сумасшедшим, не отвечая за свои действия. Музыка вторит словам: сначала появляется, подражая шуму мегаполиса, в конце песня больше похожа на безумную оперу.
И хотя песня прошла цензуру, Буарки привлёк внимание властей. В интервью 1973 года он признался, что его первоначальный замысел был не такими воинственными, как это было в конечном итоге воспринято.

## Признание
В 2009 году журнал Rolling Stone Brasil признал её величайшей бразильской песней, заявив, что она «по-прежнему является отсылкой к пониманию сложного периода бразильского общества».